# Сухачёв, Владислав Сергеевич
Владисла́в Серге́евич Сухачёв (род. 14 мая 1998, Челябинск) — российский хоккеист, вратарь. Мастер спорта России (2023).

## Карьера

### В клубе
Воспитанник челябинского «Трактора». С 2014 по 2018 год выступал в МХЛ за молодёжную команду «Белые медведи» и юниорскую сборную России. В КХЛ дебютировал 12 ноября 2018 года в матче против минского «Динамо», заменив на 5-й минуте пропустившего две шайбы Александра Судницина. Сам Сухачёв в той встрече пропустил одну шайбу. 16 ноября в матче против СКА дебютировал в стартовом составе. Всего в дебютном сезоне 2018/19 принял участие в 3 матчах регулярного чемпионата. Перед сезоном 2024/25 вернулся в «Трактор», стал выступать за «Челмет» в ВХЛ.

### В сборной
В 15 лет был вызван в юниорскую сборную. Участник молодёжных суперсерий 2016 и 2017 годов. Участник молодёжных чемпионатов мира 2017 и 2018 годов. В 2017 году вызывался в Олимпийскую сборную России для участия в предсезонном турнире Sochi Hockey Open.